# Circuit de Monaco

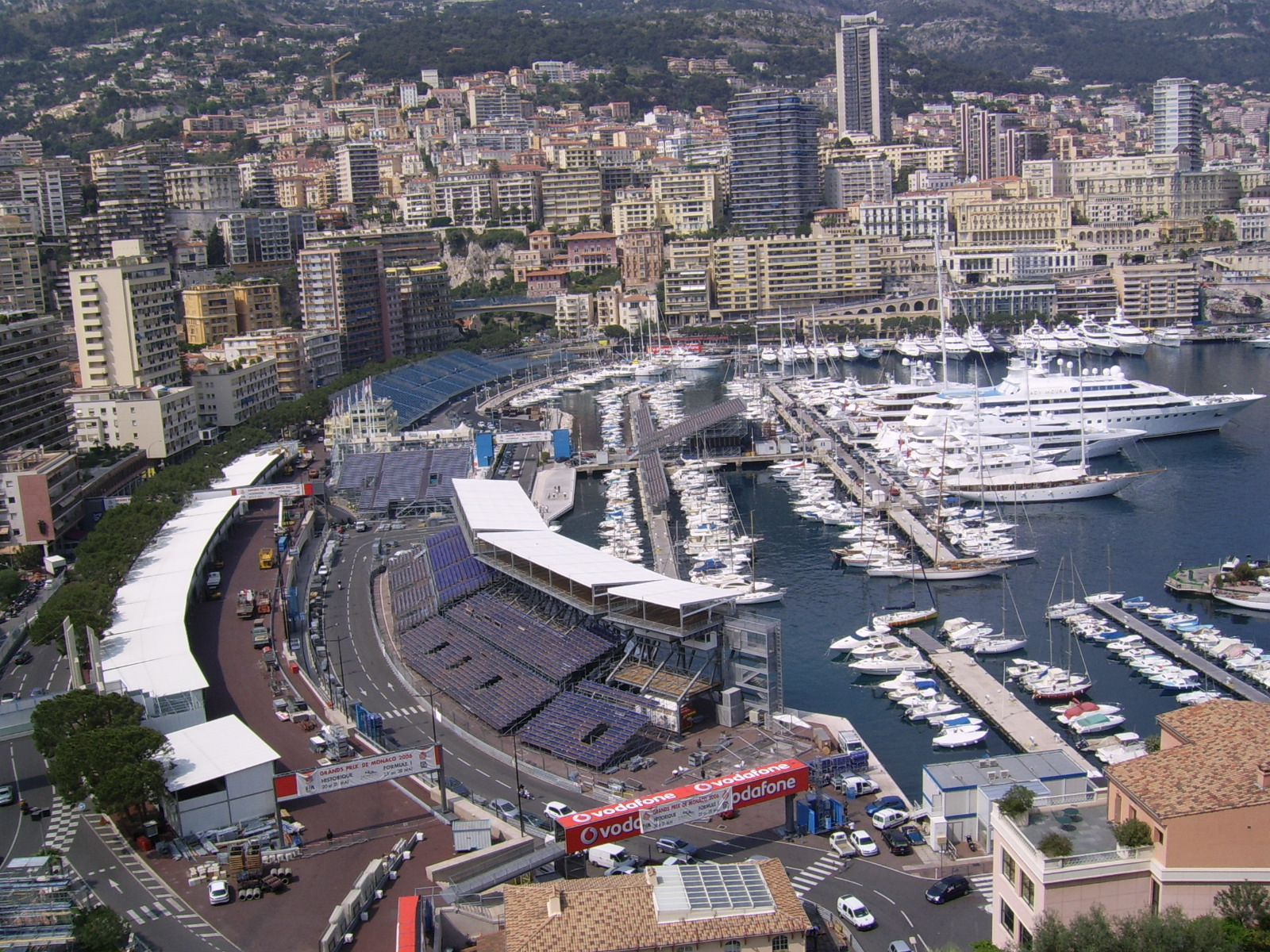
Widok trybuny nad zatoką

Circuit de Monaco – tor wyścigowy w Monako, na którym rozgrywany jest wyścig w ramach zawodów Formuły 1.
Jest to tor uliczny (o długości 3337m) założony w 1929 roku. Zawody w Monte Carlo rozgrywane są od 1950. Kierowcy ścigają się na dystansie 260,286 km, co daje razem 78 okrążeń (najwięcej w obecnym kalendarzu). Tor jest jednym z najniebezpieczniejszych i najtrudniejszych na świecie. Oprócz bardzo ciasnych szykan i szybkiego łuku w tunelu pod hotelem Fairmont, znajduje się tam najciaśniejszy nawrót spośród torów Formuły 1, w którym bolidy muszą zwolnić poniżej 50 km/h (podobny jest też na torze Guia Circuit w Makau, gdzie ściga się m.in. seria WTCC).
Przy ostatnim zakręcie znajduje się pomnik przedstawiający zabytkowy samochód Formuły 1 marki Mercedes i stojącego obok niego słynnego kierowcę z Argentyny Juana Manuela Fangio.
W ciągu ostatnich 12 lat na tym torze wygrywali kierowcy McLarena (lata 2000, 2002, 2005, 2007, 2008). Dwukrotnie wygrywał David Coulthard i raz Kimi Räikkönen, Fernando Alonso, Lewis Hamilton. Ponadto wygrywał przedstawiciel Williamsa – Juan Pablo Montoya. W sezonie 2009 wygrał tu Jenson Button. Rekordzistą tego toru jest Sergio Pérez.
Jest to jedyny tor Formuły 1, który można oglądać na żywo bez konieczności kupienia biletu wstępu.
Budowa toru rozpoczyna się ponad miesiąc przed 1 wyścigiem. Elementy barier są wkładane w specjalne otwory rozmieszczone wzdłuż całego toru, z gotowych elementów są budowane budynki boksów. W środy i czwartki odbywają się zawsze sesje treningowe Formuły 1 oraz serii towarzyszących. Piątek jest dniem wolnym, aby mieszkańcy mogli odpocząć od hałasu. W sobotę odbywają się kwalifikacje, a w niedziele wyścigi. Następnie tor jest składany, a elementy zwożone są na należący do Automobilklubu z Monako plac we Francji, bardzo blisko granicy księstwa.

## Zawody rozgrywane na torze
- Formuła 1
- Formuła 2
- Formuła 3000
- Formuła E (lata nieparzyste)
- Grand Prix Monako Wyścig Historyczny (lata parzyste)
- Seria GP2

## Historia zmian toru[3]
- 1929–1954: oryginalna wersja toru (3,145 km)
- 1955–1971: przeniesione linii startowej w okolice 15. zakrętu bieżącej wersji toru (3,145 km)
- 1972: przeniesione linii startowej z powrotem w oryginalne miejsce, przeniesienie pit lane do sekcji między zakrętami 10. a 12. (3,145 km)
- 1973–1975: dodano zakręty od 13. do 15., wydłużenie sekcji w okolicy zakrętu 16. (3,278 km)
- 1976–1985: przebudowa zakrętu 1., zmiany sekcji w okolicy zakrętów 17. i 18. (3,312 km)
- 1986–1996: zmiany sekcji od zakrętu 10. do 11. (3,328 km)
- 1997–2002:  przebudowa sekcji od zakrętu 12. do 14. (3,367 km)
- 2003: przebudowa zakrętu 1., przebudowa sekcja od zakrętu 14. do 16. (3,340 km)
- 2004–2014: zmieniony pit lane, poszerzenie zakrętu 16. (3,340 km)
- od 2015: zmiany w okolicy zakrętu 12. (3,337 km)

## Zwycięzcy Grand Prix Monako
| Sezon       | Kierowca             | Konstruktor        | Tor           |               |
| ----------- | -------------------- | ------------------ | ------------- | ------------- |
| 1950        | Juan Manuel Fangio   | Alfa Romeo         | Monte Carlo   | Wyniki        |
| 1951 – 1954 | nie rozegrano        | nie rozegrano      | nie rozegrano | nie rozegrano |
| 1955        | Maurice Trintignant  | Ferrari            | Monte Carlo   | Wyniki        |
| 1956        | Stirling Moss        | Maserati           | Monte Carlo   | Wyniki        |
| 1957        | Juan Manuel Fangio   | Maserati           | Monte Carlo   | Wyniki        |
| 1958        | Maurice Trintignant  | Cooper-Climax      | Monte Carlo   | Wyniki        |
| 1959        | Jack Brabham         | Cooper-Climax      | Monte Carlo   | Wyniki        |
| 1960        | Stirling Moss        | Lotus-Climax       | Monte Carlo   | Wyniki        |
| 1961        | Stirling Moss        | Lotus-Climax       | Monte Carlo   | Wyniki        |
| 1962        | Bruce McLaren        | Cooper-Climax      | Monte Carlo   | Wyniki        |
| 1963        | Graham Hill          | BRM                | Monte Carlo   | Wyniki        |
| 1964        | Graham Hill          | BRM                | Monte Carlo   | Wyniki        |
| 1965        | Graham Hill          | BRM                | Monte Carlo   | Wyniki        |
| 1966        | Jackie Stewart       | BRM                | Monte Carlo   | Wyniki        |
| 1967        | Denny Hulme          | Brabham-Repco      | Monte Carlo   | Wyniki        |
| 1968        | Graham Hill          | Lotus-Ford         | Monte Carlo   | Wyniki        |
| 1969        | Graham Hill          | Lotus-Ford         | Monte Carlo   | Wyniki        |
| 1970        | Jochen Rindt         | Lotus-Ford         | Monte Carlo   | Wyniki        |
| 1971        | Jackie Stewart       | Tyrrell-Ford       | Monte Carlo   | Wyniki        |
| 1972        | Jean-Pierre Beltoise | BRM                | Monte Carlo   | Wyniki        |
| 1973        | Jackie Stewart       | Tyrrell-Ford       | Monte Carlo   | Wyniki        |
| 1974        | Ronnie Peterson      | Lotus-Ford         | Monte Carlo   | Wyniki        |
| 1975        | Niki Lauda           | Ferrari            | Monte Carlo   | Wyniki        |
| 1976        | Niki Lauda           | Ferrari            | Monte Carlo   | Wyniki        |
| 1977        | Jody Scheckter       | Wolf-Ford          | Monte Carlo   | Wyniki        |
| 1978        | Patrick Depailler    | Tyrrell-Ford       | Monte Carlo   | Wyniki        |
| 1979        | Jody Scheckter       | Ferrari            | Monte Carlo   | Wyniki        |
| 1980        | Carlos Reutemann     | Williams-Ford      | Monte Carlo   | Wyniki        |
| 1981        | Gilles Villeneuve    | Ferrari            | Monte Carlo   | Wyniki        |
| 1982        | Riccardo Patrese     | Brabham-Ford       | Monte Carlo   | Wyniki        |
| 1983        | Keke Rosberg         | Williams-Ford      | Monte Carlo   | Wyniki        |
| 1984        | Alain Prost          | McLaren-TAG        | Monte Carlo   | Wyniki        |
| 1985        | Alain Prost          | McLaren-TAG        | Monte Carlo   | Wyniki        |
| 1986        | Alain Prost          | McLaren-TAG        | Monte Carlo   | Wyniki        |
| 1987        | Ayrton Senna         | Lotus-Honda        | Monte Carlo   | Wyniki        |
| 1988        | Alain Prost          | McLaren-Honda      | Monte Carlo   | Wyniki        |
| 1989        | Ayrton Senna         | McLaren-Honda      | Monte Carlo   | Wyniki        |
| 1990        | Ayrton Senna         | McLaren-Honda      | Monte Carlo   | Wyniki        |
| 1991        | Ayrton Senna         | McLaren-Honda      | Monte Carlo   | Wyniki        |
| 1992        | Ayrton Senna         | McLaren-Honda      | Monte Carlo   | Wyniki        |
| 1993        | Ayrton Senna         | McLaren-Ford       | Monte Carlo   | Wyniki        |
| 1994        | Michael Schumacher   | Benetton-Ford      | Monte Carlo   | Wyniki        |
| 1995        | Michael Schumacher   | Benetton-Renault   | Monte Carlo   | Wyniki        |
| 1996        | Olivier Panis        | Ligier-Mugen-Honda | Monte Carlo   | Wyniki        |
| 1997        | Michael Schumacher   | Ferrari            | Monte Carlo   | Wyniki        |
| 1998        | Mika Häkkinen        | McLaren-Mercedes   | Monte Carlo   | Wyniki        |
| 1999        | Michael Schumacher   | Ferrari            | Monte Carlo   | Wyniki        |
| 2000        | David Coulthard      | McLaren-Mercedes   | Monte Carlo   | Wyniki        |
| 2001        | Michael Schumacher   | Ferrari            | Monte Carlo   | Wyniki        |
| 2002        | David Coulthard      | McLaren-Mercedes   | Monte Carlo   | Wyniki        |
| 2003        | Juan Pablo Montoya   | Williams-BMW       | Monte Carlo   | Wyniki        |
| 2004        | Jarno Trulli         | Renault            | Monte Carlo   | Wyniki        |
| 2005        | Kimi Räikkönen       | McLaren-Mercedes   | Monte Carlo   | Wyniki        |
| 2006        | Fernando Alonso      | Renault            | Monte Carlo   | Wyniki        |
| 2007        | Fernando Alonso      | McLaren-Mercedes   | Monte Carlo   | Wyniki        |
| 2008        | Lewis Hamilton       | McLaren-Mercedes   | Monte Carlo   | Wyniki        |
| 2009        | Jenson Button        | Brawn-Mercedes     | Monte Carlo   | Wyniki        |
| 2010        | Mark Webber          | Red Bull-Renault   | Monte Carlo   | Wyniki        |
| 2011        | Sebastian Vettel     | Red Bull-Renault   | Monte Carlo   | Wyniki        |
| 2012        | Mark Webber          | Red Bull-Renault   | Monte Carlo   | Wyniki        |
| 2013        | Nico Rosberg         | Mercedes           | Monte Carlo   | Wyniki        |
| 2014        | Nico Rosberg         | Mercedes           | Monte Carlo   | Wyniki        |
| 2015        | Nico Rosberg         | Mercedes           | Monte Carlo   | Wyniki        |
| 2016        | Lewis Hamilton       | Mercedes           | Monte Carlo   | Wyniki        |
| 2017        | Sebastian Vettel     | Ferrari            | Monte Carlo   | Wyniki        |
| 2018        | Daniel Ricciardo     | Red Bull-TAG Heuer | Monte Carlo   | Wyniki        |
| 2019        | Lewis Hamilton       | Mercedes           | Monte Carlo   | Wyniki        |
| 2020        | nie rozegrano        | nie rozegrano      | nie rozegrano | nie rozegrano |
| 2021        | Max Verstappen       | Red Bull-Honda     | Monte Carlo   | Wyniki        |
| 2022        | Sergio Perez         | Red Bull-Honda     | Monte Carlo   | Wyniki        |
| 2023        | Max Verstappen       | Red Bull-Honda     | Monte Carlo   | Wyniki        |
| 2024        | Charles Leclerc      | Ferrari            | Monte Carlo   | Wyniki        |
| Sezon       | Kierowca             | Konstruktor        | Tor           |               |

Liczba zwycięstw (kierowcy):
- 6 – Ayrton Senna
- 5 – Graham Hill, Michael Schumacher
- 4 – Alain Prost
- 3 – Stirling Moss, Jackie Stewart, Nico Rosberg, Lewis Hamilton
- 2 – Fernando Alonso, David Coulthard, Juan Manuel Fangio, Niki Lauda, Jody Scheckter,Max Verstappen, Maurice Trintignant, Sebastian Vettel, Mark Webber
- 1 – Jean-Pierre Beltoise, Jack Brabham, Jenson Button, Mika Häkkinen, Bruce McLaren, Juan Pablo Montoya, Olivier Panis, Riccardo Patrese, Sergio Pérez, Ronnie Peterson, Kimi Räikkönen, Carlos Reutemann, Daniel Ricciardo, Jochen Rindt, Keke Rosberg, Jarno Trulli, Gilles Villeneuve, Charles Leclerc, Sergio Pérez

Liczba zwycięstw (producenci podwozi):
- 15 – McLaren
- 10 – Ferrari
- 7 – Lotus, Red Bull
- 5 – BRM, Mercedes,
- 3 – Cooper, Tyrrell, Williams
- 2 – Benetton, Brabham, Maserati, Renault
- 1 – Alfa Romeo, Brawn, Ligier, Wolf

Liczba zwycięstw (producenci silników):
- 13 – Ford
- 12 – Mercedes
- 10 – Ferrari
- 9 – Honda
- 6 – Renault
- 5 – BRM, Climax
- 3 – TAG
- 2 – Maserati
- 1 – Alfa Romeo, BMW, Mugen-Honda, Repco, TAG Heuer

## Zwycięzcy Grand Prix Monako poza Formułą 1
| Sezon | Kierowca                | Konstruktor   | Tor         |        |
| ----- | ----------------------- | ------------- | ----------- | ------ |
| 1929  | William Grover-Williams | Bugatti       | Monte Carlo | Wyniki |
| 1930  | René Dreyfus            | Bugatti       | Monte Carlo | Wyniki |
| 1931  | Louis Chiron            | Bugatti       | Monte Carlo | Wyniki |
| 1932  | Tazio Nuvolari          | Alfa Romeo    | Monte Carlo | Wyniki |
| 1933  | Achille Varzi           | Bugatti       | Monte Carlo | Wyniki |
| 1934  | Guy Moll                | Alfa Romeo    | Monte Carlo | Wyniki |
| 1935  | Luigi Fagioli           | Mercedes-Benz | Monte Carlo | Wyniki |
| 1936  | Rudolf Caracciola       | Mercedes-Benz | Monte Carlo | Wyniki |
| 1937  | Manfred von Brauchitsch | Mercedes-Benz | Monte Carlo | Wyniki |
| 1948  | Giuseppe Farina         | Maserati      | Monte Carlo | Wyniki |
| 1952  | Vittorio Marzotto       | Ferrari       | Monte Carlo | Wyniki |
| Sezon | Kierowca                | Konstruktor   | Tor         |        |